# Jean de Palaprat
Jean de Palaprat, född i maj 1650 i Toulouse, död den 14 oktober 1721 i Paris, var en fransk lustspelsförfattare. 
Palaprat skrev i bolag med David Augustin de Brueys flera lustspel, bland vilka Le grondeur (1691; svenska översättningar "Tvärviggen", 1768; "Den knarrige", 1799) och L'Avocat Patelin (1706; "Advokaten Patelin", 1818) var de mest framgångsrika. Brueys och Palaprats Oeuvres utgavs tillsammans 1735 (i 3 band) och 1812 (i 2 band). Palaprat tillhörde en tid drottning Kristinas av Sverige närmaste omgivning under hennes vistelse i Rom. Vid sin död var han sekreterare hos Malteserordens storprior Philippe de Vendôme.